# Raúl Angulo
Raúl Eduardo Angulo Muñoz (Santiago, Chile, 29 de noviembre de 1937) es un exfutbolista chileno jugaba de defensor central.

## Trayectoria
Nacido en la comuna de Quinta Normal se inició tarde como jugador, a los 25 años, en Fatucén, de Puente Alto en 1962. 
En 1965 llega al cuadro de Palestino, donde jugó 5 temporadas hasta 1969, siendo pieza inamovible del equipo de colonia, como jugador del cuadro árabe integró la selección chilena en 1968 y 1969.
Con el descenso de Palestino en 1969, llega en 1970 a reforzar al cuadro de Unión Española donde consigue el campeonato nacional de 1973.
En 1974 juega por Club Deportivo O'Higgins finalizando su carrera en 1975.

## Selección nacional
Fue internacional con la Selección de fútbol de Chile, debutó el 23 de octubre de 1968. Jugó 10 partidos oficiales con la «roja».

## Estadísticas

### Clubes
| Club                    | País  | Año       |
| ----------------------- | ----- | --------- |
| Trasandino de Los Andes | Chile | 1963-1964 |
| Palestino               | Chile | 1965-1969 |
| Unión Española          | Chile | 1970-1973 |
| O'Higgins               | Chile | 1974-1975 |

## Palmarés

### Títulos nacionales
| Título           | Club           | País  | Año  |
| ---------------- | -------------- | ----- | ---- |
| Primera División | Unión Española | Chile | 1973 |